# Agrostophyllum neoguinense
Agrostophyllum neoguinense är en orkidéart som beskrevs av Kittr. Agrostophyllum neoguinense ingår i släktet Agrostophyllum och familjen orkidéer.
Artens utbredningsområde är Papua Nya Guinea. Inga underarter finns listade i Catalogue of Life.